# حشره‌خوار مک‌میلان
 حشره‌خوار مک‌میلان (نام علمی: Crocidura macmillani) نام یک گونه از سرده حشره‌خوارهای دندان‌سفید است.